# Scream (phim 1996)
Scream (tiếng Việt là Tiếng thét) là một bộ phim kinh dị Mỹ năm 1996, kịch bản Kevin Williamson và đạo diễn Wes Craven. Các diễn viên Neve Campbell, Courteney Cox, Drew Barrymore, và David Arquette. Phát hành vào ngày 20 Tháng 12 1996. Nhân vật chính là Sidney Prescott (Campbell), một học sinh trung học trong thị trấn hư cấu Woodsboro trở thành mục tiêu của một kẻ giết người bí ẩn được gọi là Ghostface. Nhân vật chính khác bao gồm người bạn thân nhất Sidney của Tatum Riley (Rose McGowan), bạn trai của Sidney là Billy Loomis (Skeet Ulrich), Randy Meeks (Jamie Kennedy), Phó cảnh sát trưởng Dewey Riley (Arquette), và phóng viên tin tức Gale Weathers (Cox). Bộ phim là sự kết hợp giữa hài hước và bí ẩn với bạo lực của thể loại slasher để châm biếm nội dung sáo rỗng của thể loại kinh dị phổ biến rộng rãi trong các phim như Halloween (phim 1978) và Thứ sáu ngày 13.
Dựa một phần vào các trường hợp thực tế cuộc sống của Gainesville Ripper, Scream được lấy cảm hứng từ niềm đam mê của Williamson cho bộ phim kinh dị, đặc biệt là Halloween (phim 1978). Kịch bản, ban đầu mang tên Scary Movie, đã mua lại từ Dimension Films và được đổi tên trước khi quay. Nhà sản xuất phải đối mặt với vấn đề kiểm duyệt với Hiệp hội điện ảnh Mỹ và những trở ngại từ người dân địa phương trong khi quay phim và vị trí quay. Doanh thu $ 173,000,000 trên toàn thế giới, và trở thành bộ phim có doanh thu cao nhất của thể loại slasher ở Mỹ bằng đô la không điều chỉnh. Scream đã nhận được nhiều giải thưởng và đề cử giải thưởng. Soundtrack của Marco Beltrami cũng được hoan nghênh. Scream đánh dấu một sự thay đổi trong thể loại và thành công trong diễn viên đã giúp bộ phim tìm thấy một đối tượng rộng hơn, bao gồm lượng phụ nữ xem đáng kể.
Scream đã được ghi nhận là đã làm sống lại thể loại kinh dị vào những năm 1990 được coi là gần như đã chết. Thành công của Scream sinh ra một loạt các phần tiếp theo, mặc dù chỉ Scream 2 phát hành vào năm 1997, đạt được một mức độ thành công thương mại và quan trọng bằng bộ phim gốc. Trong những năm sau khi phát hành Scream, bộ phim đã bị buộc tội truyền cảm hứng và thậm chí gây tội phạm bạo lực và giết chóc.

## Nội dung
Vào 1 buổi tối, học sinh trung học Casey Becker nhận được một cuộc gọi điện thoại từ một người không rõ, hắn ta hỏi cô ấy, "bộ phim kinh dị yêu thích của bạn là gì?". Tình hình nhanh chóng ngoài tầm kiểm soát của Casey khi như người gọi trở nên tàn bạo và đe dọa cuộc sống của cô. Anh tiết lộ rằng bạn trai của cô, Steve đang bị bắt làm con tin. Hắn hỏi cô một số câu hỏi liên quan đến phim kinh dị, bắt cô trả lời nếu không Steve sẽ bị giết. Và rồi cô trả lời không đúng, Steve bị sát hại. Casey sợ hãi vì hắn đã vào được bên trong nhà cô, cô bị tấn công và sát hại bởi một kẻ giết người đeo mặt nạ Ghostface, cơ thể của cô bị treo lên một cành cây dưới sự chứng kiến của cha mẹ cô.
Ngày hôm sau, các phương tiện truyền thông tin tức đổ xô xuống thị trấn và cảnh sát bắt đầu điều tra. Trong khi đó, Sidney Prescott lại nhớ về kỷ niệm một năm xảy ra của vụ giết mà nạn nhân là mẹ của cô. Trong khi đợi Tatum Riley, Sidney nhận được một cuộc gọi điện thoại đe dọa, sau đó cô bị tấn công bởi kẻ giết người. Bạn trai của Sidney là Billy Loomis đến đó và giúp cô, nhưng sau khi anh làm rơi di động của mình Sidney nghi ngờ anh ta là người gọi cho cô, cô chạy trốn. Billy bị bắt giữ và Tatum đến nhà cô ấy.
Billy được thả ra ngay ngày hôm sau. Nghi ngờ đã chuyển sang cha của Sidney là Prescott Neil, vì các cuộc gọi đã được truy nguồn từ điện thoại của ông. Trường bị đình chỉ vài ngày vì trong sự lan rộng mạnh mẽ của các vụ giết người. Sau khi học sinh đã rời trường, hiệu trưởng Himbry bị đâm chết trong văn phòng của ông. Người bạn của Billy là Stu Macher mở 1 buổi tiệc để ăn mừng việc đóng cửa trường học. Buổi tiệc có sự tham dự của Sidney, Tatum, bạn bè của họ là Randy Meeks cùng một số học sinh khác. Phóng viên Gale Weathers tham dự nhưng không được mời để trang trải tình hình cho việc viết báo của mình, cô hy vọng kẻ giết sẽ tấn công. Phó cảnh sát trưởng Dewey Riley cũng nhận ra có tên giết người tại bữa tiệc. Tatum bị giết trong bữa tiệc sau khi đầu cô bị nghiền nát bởi một cánh cửa nhà xe. Billy đến để nói chuyện với Sidney, và hai người cuối cùng đã nối lại mối quan hệ của họ. Dewey và Gale điều tra một chiếc xe bị bỏ rơi gần đó. Nhiều người tham dự bữa tiệc được rút đi sau khi nghe tin tức về cái chết của Himbry; Randy, Sidney, Billy, Stu, và người quay phim của Gale là Kenny vẫn còn ở lại.
Sau khi quan hệ, Sidney và Billy bị tấn công bởi kẻ giết người, hắn ta giết Billy. Sidney may mắn thoát khỏi kẻ giết người và tìm sự giúp đỡ từ Kenny, nhưng anh ta đã bị cắt cổ họng bởi kẻ giết người. Sidney lại chạy trốn. Gale và Dewey đã phát hiện ra chiếc xe thuộc về Neil Prescott, trở về nhà. Họ tin rằng Neil là kẻ giết người. Gale cố gắng rời khỏi hiện trường trong xe của mình để tránh đụng Sidney. Trong khi đó, Dewey bị đâm từ đằng sau trong khi điều tra. Sidney mất súng của Dewey. Stu và Randy xuất hiện và buộc tội lẫn nhau là kẻ giết người. Sidney rút lui vào nhà, nơi cô tìm thấy Billy, anh ta bị thương nhưng vẫn còn sống. Cô giao súng cho Billy, anh cho phép Randy vào nhà và sau đó bắn anh. Billy đã giả vờ bị thương và thực sự anh là kẻ giết người, Stu là đồng lõa của anh.
Billy và Stu thảo luận kế hoạch để giết Sidney và vu oan cho cha cô. Hai người thừa nhận là những kẻ giết người và cũng là người giết mẹ cô, Maureen. Billy nói rằng anh đã được thúc đẩy để tìm cách trả thù Maureen vì lúc trước mẹ Sidney ngoại tình với cha của Billy khiến cha mẹ anh ta li dị. Gale sau đó đã can thiệp và cố gắng giết Billy. Sidney lợi dụng điều này và giết chết Stu. Randy được tiết lộ là bị thương nhưng vẫn còn sống. Billy tấn công Sidney nhưng cô bắn anh ta vào đầu, giết chết anh ta. Như mặt trời mọc, và cảnh sát đã đến. Dewey bị thương nặng, anh được đưa đi bằng xe cứu thương còn Gale thì làm một báo cáo tin tức về các sự kiện của đêm qua.

## Diễn viên
Drew Barrymore... Casey
Roger Jackson... 	Phone Voice
Kevin Patrick Walls... Steve
David Booth... 	cha Casey
Carla Hatley... 	mẹ Casey
Neve Campbell... Sidney
Skeet Ulrich... 	Billy
Lawrence Hecht... 	Mr. Prescott
Courteney Cox... 	Gale Weathers
W. Earl Brown... 	Kenny
Rose McGowan... 	Tatum

## Sản xuất

### Kịch bản
Scream được phát triển dưới tiêu đề Scary Movie bởi Kevin Williamson. Ông bị ảnh hưởng bởi một câu chuyện tin tức mà ông đã được xem về một loạt các vụ giết người rùng rợn của Gainesville Ripper. Ông đã truyền cảm hứng để soạn thảo 18 trang xử lý kịch bản về một phụ nữ trẻ một mình trong một ngôi nhà bị một người lạ chế giễu qua điện thoại và sau đó bị tấn công bởi một kẻ giết người đeo mặt nạ. Williamson tách biệt mình ở Palm Springs và tập trung vào sự phát triển bộ phim của mình, hy vọng của ông là có thể bán kịch bản nhanh chóng để đáp ứng nhu cầu tài chính của mình. Trong suốt ba ngày, Williamson phát triển một kịch bản dài đầy đủ cũng như những trang phác thảo cho phần tiếp theo là Scary Movie 2 và Scary Movie 3, ông hy vọng sẽ lôi kéo được người mua có tiềm năng. Trong một cuộc phỏng vấn, Williamson nói rằng một lý do anh tập trung vào kịch bản Scary Movie bởi vì nó là một bộ phim anh muốn xem, nhờ vào tình yêu thời thơ ấu của anh về bộ phim kinh dị như [[Halloween (phim 1978). Sự đánh giá cao của ông cho bộ phim kinh dị trước đó trở nên rõ ràng trong kịch bản, có cảm hứng từ bộ phim và tài liệu tham khảo của Halloween (phim 1978), Friday the 13th (phim 1980), A Nightmare on Elm Street, When a Stranger Calls và Prom Night. Williamson nghe nhạc nền của Halloween để tìm cảm hứng trong khi viết kịch bản. Đoạn trích từ nhạc phim củng xuất hiện trong bộ phim.

### Phát triển
Lúc này, bộ phim với tựa Scary Movie đã được bán vào ngày thứ sáu trong tháng 6 năm 1995 nhưng không nhận được hồ sơ dự thầu. Vào thứ hai sau, kịch bản đã trở thành chủ đề của một cuộc chiến đấu thầu của một loạt các hãng phim, bao gồm Paramount Pictures, Universal Pictures và Morgan Creek Productions. Nhà sản xuất Cathy Konrad đọc kịch bản và cảm thấy đó là chính xác những gì anh em Weinstein của Dimension Films (một phần của Miramax) đang tìm kiếm. Konrad đưa kịch bản cho trợ lý Bob Weinstein và Richard Potter. Tin rằng nó có tiềm năng, ông đã mang nó đến sự chú ý với Weinstein. Studios bắt đầu bỏ việc đấu thầu theo giá của kịch bản tăng lên và hai nhà thầu cuối cùng là Oliver Stone và Weinsteins của Dimension Films. Williamson đã đồng ý với giá thầu 400.000 USD từ Miramax, cộng với một hợp đồng cho hai phần tiếp theo và một bộ phim không liên quan có thể là thứ tư. Williamson cho biết ông đã chọn Dimension bởi vì ông tin rằng họ sẽ sản xuất Scary Movie ngay lập tức và không có kiểm duyệt đáng kể tình trạng bạo lực trong kịch bản. Craven đọc kịch bản trước khi ông tham gia vào việc sản xuất và thuyết phục một studio để mua nó cho anh ta để chỉ đạo. Tuy nhiên, do thời gian Craven đọc kịch bản nó đã được bán ra.
Bob Weinstein tiếp cận Craven sớm hơn trong giai đoạn lập kế hoạch bởi vì ông cảm thấy công việc trước đây Craven trong thể loại kết hợp giữa kinh dị và hài kịch sẽ làm cho anh ta là một người hoàn hảo để mang kịch bản Williamson đến màn hình. Craven bận rộn phát triển một phiên bản làm lại của The Haunting và đã được xem xét xa cách mình từ thể loại kinh dị. Weinstein tiếp cận đạo diễn khác, trong đó có Robert Rodriguez, Danny Boyle, George A. Romero và Sam Raimi. Williamson nói rằng họ " đã không nhận được nó ", ông lo ngại rằng khi đọc kịch bản, nhiều người trong số các giám đốc tin rằng bộ phim sẽ hoàn toàn là một bộ phim hài. Craven đã được tiếp cận một lần nữa nhưng vẫn tiếp tục vượt qua bất chấp yêu cầu lặp đi lặp lại. Khi sản xuất của The Haunting sụp đổ, Craven đã được giải thoát khỏi cam kết đó và thấy mình cần một dự án. Trong khi đó, Drew Barrymore đã ký hợp đồng vào các bộ phim theo yêu cầu riêng của mình. Khi Barymore muốn tham gia, Craven lý luận rằng Scary Movie có thể khác với thể loại ông đã thực hiện trước đó và ông liên lạc với Weinstein để chấp nhận các công việc.
Khi bộ phim gần hoàn thành, anh em nhà Weinstein thay đổi tiêu đề của bộ phim từ Scary Movie thành Scream. Họ đã lấy cảm hứng từ bài hát cùng tên của Michael Jackson. Bob Weinstein coi "Scary Movie" là một cái tên không phù hợp như, ngoài kinh dị và bạo lực, bộ phim có yếu tố trào phúng và hài; Weinstein cho rằng muốn được truyền đạt tốt hơn bởi các tiêu đề. Sự thay đổi đã được thực hiện. Williamson và Craven ngay lập tức không thích tên mới, và xem đó là "ngu ngốc". Cả hai sau đó đã nhận xét rằng sự thay đổi hóa ra là tích cực và Weinstein đã được khôn ngoan để chọn tên mới. Sau một buổi chiếu phim rất thành công trước một đối tượng kiểm tra và giám đốc điều hành Miramax, Craven đã được cung cấp một hợp đồng hai phần tiếp theo cho Scream.
Sony Pictures đã đệ đơn kiện chống lại Dimension Films và Miramax, tuyên bố rằng tên "Scream" vi phạm về bản quyền của Screamers (1995)]] phát hành năm trước. Sau khi vụ việc đã được giải quyết các chi tiết được giữ kín.

### Sản xuất
Sau khi bộ phim được hoàn thành vào tháng 6 năm 1996, Craven đã dành hai tháng để chỉnh sửa. Ông gặp mâu thuẫn lặp đi lặp lại với Hiệp hội Điện ảnh Hoa Kỳ và hệ thống đánh giá phim (MPAA) liên quan đến nội dung. Ông bị buộc phải giảm xuống hoặc làm mờ những cảnh bạo lực dữ dội hơn và tổng thể để tránh đánh giá NC-17, được coi là "box office suicide" (tạm dịch "phòng vé tự sát") vì các rạp chiếu phim và các chuỗi bán lẻ thường từ chối phát hành phim phân loại NC-17. Mặc dù Dimension Films trước đó đã phát hành với phân loại NC-17, bộ phim rất khó để thu hút thị trường và khán giả. Dimension Film đã tuyệt vọng cho phân loại R, nhưng các nhà sản xuất cảm thấy việc cắt giảm cảnh phim sẽ loại bỏ yếu tố chính của bộ phim và làm giảm chất lượng của nó. Cảnh mở phim của Barrymore là một trong những phần khó khăn nhất để xử lý. Craven cố ý nói dối với MPAA, tuyên bố ông chỉ có một lần quay của cảnh và không thể thay thế nó bằng một cái gì đó ít căng thẳng, MPAA sau đó cho phép cảnh được phát hành.
Craven gửi tám cảnh khác nhau của bộ phim để giải quyết khiếu nại. Cảnh có vấn đề bao gồm cái chết của Steve Orth (Walls), ông đã được yêu cầu để cắt bỏ cơ quan nội tạng của nhân vật, cổ họng bị cắt của Kenny, như MPAA cảm thấy biểu hiện đau đớn diễn viên là quá đáng lo ngại và họ đã phải rút ngắn độ dài thời gian cảnh nghiền nát đầu của Tatum Riley. MPAA vẫn có vấn đề với một cảnh trong đêm cuối phim, nơi mà những kẻ giết người (Ulrich và Lillard) đâm nhau, nó tạo một lượng lớn máu có thể nhìn thấy, MPAA yêu cầu rằng máu không thể được nhìn thấy. Dường như không chắc rằng bộ phim sẽ có thể đạt được đánh giá R mà không cắt giảm đáng kể hơn nữa. Với ngày phát hành của bộ phim đang gần hơn, Bob Weinstein đã can thiệp và cá nhân liên lạc với MPAA. Ông tin rằng họ hiểu lầm bộ phim và thể loại mà Scream thực sự thuộc về, và đã tập trung quá nhiều vào các yếu tố kinh dị. Weinstein giải thích rằng mặc dù ông đồng ý với đánh giá của họ rằng bộ phim rất "dữ dội " nhưng bộ phim cũng có yếu tố hài hước và châm biếm, nó không chỉ là một bộ phim kinh dị bạo lực. MPAA xem xét quyết định của mình, ngay sau đó bộ phim đã được phân loại R.

## Phát hành
Scream tổ chức buổi chiếu ra mắt vào ngày 18 tháng 12 năm 1996 tại nhà hát AMC Avco ở Westwood, California. Doanh thu tuần đầu tiên của Scream chỉ lên tới 6.000.000$, nó được coi là canh bạc không thành công, nhưng một tuần sau, doanh thu không giảm mà còn tăng và tiếp tục tăng trong những tuần sau, tổng gộp doanh thu của Mỹ hơn 100 triệu USD và nhận nhiều lời khen ngợi.

### Phòng vé
Bộ phim được phát hành trên 1.413 rạp, thu về 6.354.586$ trong tuần đầu công chiếu và gần như là 87.000.000$. Nó đã được tái bản đến các rạp vào ngày 11 Tháng 4 năm 1997 và thu về thêm 16.200.000$, với tổng thu nội địa là 103.046.663$ và tổng doanh thu trên toàn thế giới là 173.046.663$. Scream (1996) vẫn là phần thành công nhất của loạt phim Scream.
Mặc dù cạnh tranh với các bộ phim khác như Jerry Maguire của Tom Cruise và Mars Attacks của Tim Burton. Scream đã trở thành bộ phim có doanh thu cao nhất thứ 15 trong năm 1996, cũng được đặt giữa các bộ phim bom tấn kinh phí lớn phát hành năm đó như Independence Day và Mission: Impossible.

### Tiếp nhận phê bình
Scream nhận được đánh giá chủ yếu là tích cực từ các nhà phê bình phim, 80% trên trang web đánh giá tổng hợp Rotten Tomatoes dựa trên 60 đánh giá. Trên trang web đánh giá-tổng hợp Metacritic, bộ phim giữ số điểm 65/100 dựa trên 25 đánh giá

### Giải thưởng
| Năm  | Giải                       | Hạng mục                | Work             | Kết quả   | Ref.        |
| ---- | -------------------------- | ----------------------- | ---------------- | --------- | ----------- |
| 1996 | International Horror Guild | Best Film               | Scream           | Đoạt giải | [ 1 ]       |
| 1996 | Saturn Award               | Best Actress            | Neve Campbell    | Đoạt giải | [ 2 ]       |
| 1996 | Saturn Award               | Best Direction          | Wes Craven       | Đề cử     | [ 3 ]       |
| 1996 | Saturn Award               | Best Horror Film        | Scream           | Đoạt giải | [ 2 ]       |
| 1996 | Saturn Award               | Best Supporting Actor   | Skeet Ulrich     | Đề cử     | [ 3 ]       |
| 1996 | Saturn Award               | Best Supporting Actress | Drew Barrymore   | Đề cử     | [ 3 ]       |
| 1996 | Saturn Award               | Best Writing            | Kevin Williamson | Đoạt giải | [ 2 ]       |
| 1997 | MTV Movie Award            | Best Female Performance | Neve Campbell    | Đề cử     | [ 4 ]       |
| 1997 | MTV Movie Award            | Best Movie              | Scream           | Đoạt giải | [ 4 ]       |
| 1997 | Gérardmer Film Festival    | Grand Prize             | Wes Craven       | Đoạt giải | [ 5 ] [ 6 ] |

### Trang chủ phương tiện truyền thông
Scream được phát hành tại Mỹ vào AC3 Laserdisc(cắt)vào ngày 02 tháng 7 năm 1997, trên VHS ngày 02 Tháng 12 năm 1997 và DVD ngày 03 Tháng Mười Hai 1997. DTS Laserdisc(cắt)được phát hành vào 26 tháng 8 năm 1998 tiếp theo phiên bản DVD Collector's Edition của bộ phim ngày 08 tháng 12 năm 1998,bao gồm bộ phim, trailer sân khấu, phỏng vấn diễn viên, bình luận của đạo diễn và hậu trường.Các phiên bản đều được thực hiện bởi Buena Vista Home Entertainment.

## Phần tiếp theo
Phần 2 của bộ phim là Scream 2 được phát hành vào năm sau đó, phần 3 với tựa Scream phát hành vào năm 2000
Mười lăm năm sau khi phát hành Scream, The Weinstein Company phát hành phần mới tiếp theo là Scream 4 vào ngày 15 tháng 4 năm 2011. Campbell, Cox và Arquette trở lại của họ vai trò cũ của họ và Craven, Williamson, Beltrami trở lại sản xuất. Công ty Weinstein nói rằng sự thành công của Scream 4 có thể dẫn đến phần tiếp theo tiềm năng. Campbell, Arquette, Craven và Williamson, tất cả đã được ký hợp đồng và bày tỏ quan tâm xuất hiện trong phần sau.

## Liên kết
- Scream trên Internet Movie Database
- Scream 2 trên Internet Movie Database
- Scream 3 trên Internet Movie Database
- Scream 4 trên Internet Movie Database